# Autopsie 0
Albums de Booba
Nero Nemesis
(2015) Trône
(2017)
Autopsie 0 est la cinquième mixtape de Booba.
Il s'agit en fait d'une compilation de tous ses titres solos des volumes 2 à 4 de sa série de mixtapes Autopsie (incluant l'album 0.9 et la compile d'inédits du volume 3), incluant également trois des quatre singles sortis hors-albums en bonus. La compilation se vend à 3 550 exemplaires (753 en digital et 2 757 en streaming) en première semaine.

## Listes des titres
| 1.    | Garcimore (Autopsie Vol. 2 / 0.9)               | Street Fabulous (Oneshot)   | 3ː05 |
| 2.    | Le D.U.C (Autopsie Vol. 2)                      | Animalsons                  | 4:20 |
| 3.    | Tout et tout d'suite (Autopsie Vol. 2)          | Animalsons                  | 2:29 |
| 4.    | A3 (Autopsie Vol. 3 / Les inédits)              | Therapy Music               | 2:05 |
| 5.    | Double poney (Autopsie Vol. 3 / Les inédits)    | M3 & Noyd                   | 5:17 |
| 6.    | La vie en rouge (Autopsie Vol. 3 / Les inédits) | Haze                        | 2:38 |
| 7.    | Rats des villes (Autopsie Vol. 3 / Les inédits) | Gallegos                    | 3:47 |
| 8.    | Foetus (Autopsie Vol. 3 / Les inédits)          | Street Fabulous (Oneshot)   | 4:54 |
| 9.    | A4 (Autopsie Vol. 4)                            | Chris Karmelo               | 2:32 |
| 10.   | Bakel City Gang (Autopsie Vol. 4)               | Therapy Music (2093 & 2031) | 4:48 |
| 11.   | Vaisseau mère (Autopsie Vol. 4)                 | Therapy Music (2093 & 2031) | 4:09 |
| 12.   | Scarface (Autopsie Vol. 4)                      | Therapy Music (2093 & 2031) | 4:13 |
| 13.   | Pigeons (Autopsie Vol. 4)                       | Therapy Music (2093 & 2031) | 3:50 |
| 14.   | Gangster (Autopsie Vol. 4)                      | Street Fabulous             | 5:48 |
| 15.   | Paname (Autopsie Vol. 4)                        | Therapy Music (2093 & 2031) | 5:19 |
| 16.   | Felix Eboué (Bonus Track)                       | Frencizzle                  | 2:27 |
| 17.   | JDC (Bonus Track)                               | Blackstarz                  | 3:43 |
| 18.   | Salside (Bonus Track)                           | DJ Ken                      | 2:14 |
| 48:42 |                                                 |                             |      |

## Certification
Squad, « Booba : Le best of "Autopsie 0" est-il un échec ? »

### Certifications et ventes
| Région | Certification | Ventes/Streams |
| ------ | ------------- | -------------- |
| France | Or            | 50 000         |